# Xã Black, Quận Somerset, Pennsylvania
Xã Black (tiếng Anh: Black Township) là một xã thuộc quận Somerset, tiểu bang Pennsylvania, Hoa Kỳ. Năm 2010, dân số của xã này là 926 người.